# Jordan Prince

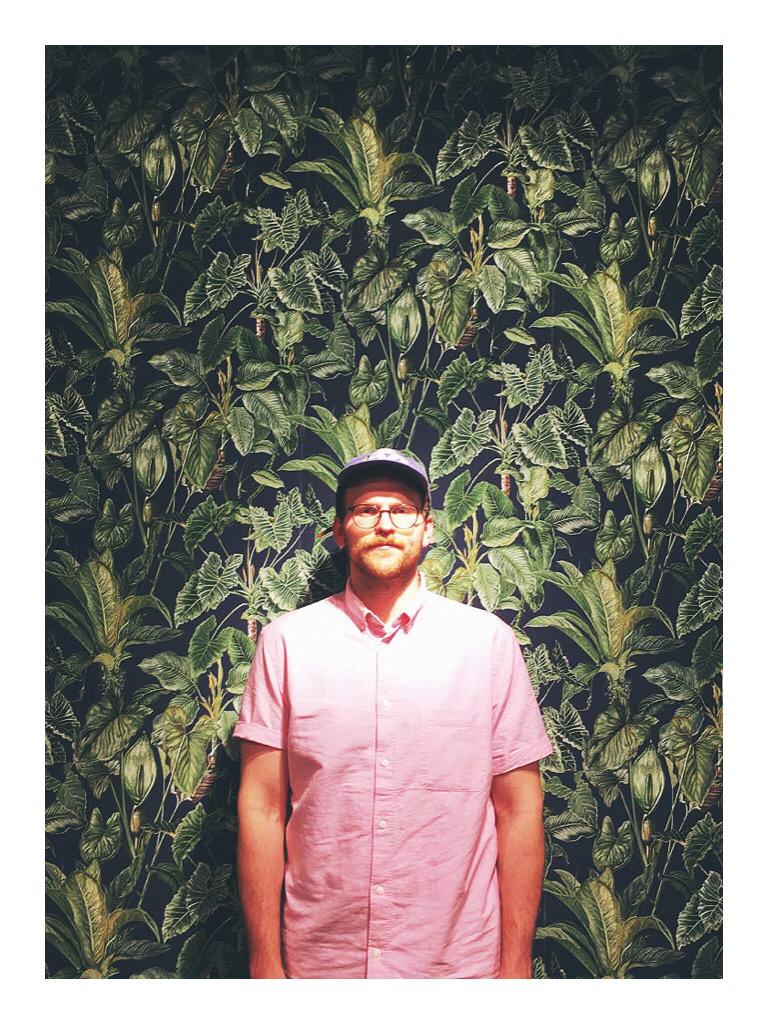
Jordan Prince, 2018

Jordan Prince (* 14. November 1990 in Tupelo, Mississippi) ist ein US-amerikanischer Singer-Songwriter und Comedian.

## Leben und Karriere
Jordan Prince wuchs im Bundesstaat Louisiana auf, wo er von Jugend an Mitglied mehrerer Blues-, Jazz- und Folk-Formationen war. Verantwortlich für seine Liebe zur Musik war nach seiner Angabe sein Vater, der ihn schon früh in Berührung brachte mit Bands wie Led Zeppelin, Simon & Garfunkel und Crosby, Stills and Nash. Der amerikanische Singer-Songwriter Drew Danburry brachte ihn dazu, eigene Folk-Songs auf der Akustik-Gitarre zu komponieren.
2013 erschien sein erstes Album The Deer Jump, gefolgt von der EP The Parade (2015). Die Aufnahmen entstanden jeweils in Deutschland in enger Zusammenarbeit mit dem Musiker und Producer Tim Hecking. Zurück in New Orleans beendete Prince seine Arbeit an dem Album Jordan Prince Band (2016), auf dem er erstmals in seiner Wunschformation zusammenarbeiten konnte.
Im Herbst 2015 zog Prince der Liebe wegen nach München, seine deutsche Freundin hatte er in New Orleans kennengelernt. Die durch den Ortswechsel ausgelösten Emotionen verarbeitete er in der 2017 erschienenen EP No Manual. Es folgte 2018 das Konzeptalbum 12 Songs for 12 Friends, in dem er zwölf prägenden Menschen aus seinem Leben je einen Song widmet.
Die Alben liefen weniger erfolgreich als erhofft, Prince geriet in eine Identitätskrise. Seine eigene Show bei EgoFM wurde nach einem Jahr eingestellt, während der Covid-19-Pandemie verlor er seinen Job als Lehrassistent an einer bilingualen Schule. 2020 hatte er jedoch damit begonnen, kurze Videos auf Instagram und TikTok zu veröffentlichen, in denen er Begriffe wie „Backpfeifengesicht“, „Schadenfreude“ und „Kummerspeck“ erklärte.
Viral ging im April 2023 ein Video, in dem er während eines Aufenthalts in den USA einen Deutschen in einem Walmart-Markt verkörpert, der dort seine gewohnten „Schprudelwasser“-Marken vermisst  – und daran verzweifelt, dass es keine Glasflaschen gibt. Die Figur des „Johannes“ entstand, eines klischeehaften Deutschen mit Vorliebe für „Schport“ bei jeglichem Wetter, Hang zum Lüften und Zwang zum Mülltrennen. Princes Follower-Zahl stieg bis 2024 auf eine halbe Million. Er entwickelte das Bühnenprogramm Dear God. Please let this be funny. Die erste Show in München war schnell ausverkauft. Über die Deutschen („The Germs“) sagte er, sie hätten erstaunlich viel Humor, wenn man sich über sie lustig mache, „auch wenn sie nie denken, dass sie selbst gemeint sind, sondern jemand, den sie kennen“.